# Rikstian
Rikstian, eller mer korrekt Riksväg 10, var en väg i Sverige som gick mellan Örebro och Gävle. Sträckningen motsvaras av Riksväg 50 mellan Örebro och Borlänge samt E16 mellan Borlänge och Gävle.